# Brescia Calcio 1989-1990
Questa voce raccoglie le informazioni riguardanti il Brescia Calcio nelle competizioni ufficiali della stagione 1989-1990.

## Stagione
Nella stagione 1989-1990 cambia il vertice societario del Brescia: lascia il presidente Franco Baribbi e gli subentra Luciano Ravelli che chiama sulla panchina azzurra il tecnico giovane ed emergente Franco Varrella, che verrà coadiuvato da Sergio Cozzi. Sul fronte del mercato si segnala il ritorno al Brescia Alessandro Altobelli.
La squadra delle rondinelle disputa il campionato di Serie B, chiuso al decimo posto in classifica con 37 punti, a pari merito del Padova; il torneo ha visto promosse nella massima serie il Torino primo con 53 punti, seguito da Pisa, Cagliari e Parma. Per il Brescia è stata una stagione assai deludente, con la squadra sempre posizionata a centro classifica. La salvezza certa arriva il 20 maggio alla terz'ultima di campionato con il successo (2-1) sul Cosenza. All'ultima giornata del torneo, durante la partita giocata in casa e vinta per 2-1 contro il Padova, c'è stata la passerella per l'ultima partita ufficiale di Alessandro Altobelli, che chiude la sua avventura con il calcio giocato con una doppietta; carriera iniziata e conclusa con il Brescia e nel mezzo Inter, Juventus e un Campionato Mondiale vinto.
Tre giorni dopo l'ultimo turno di campionato, il 6 giugno, il Brescia ha affrontato in una prestigiosa amichevole la Nazionale dell'Uruguay, come partita di preparazione della squadra sudamericana agli imminenti campionati mondiali del 1990, venendo sconfitto per 3-0. Nell'arco della stagione, nelle file delle rondinelle si è distinto un giovane centrocampista talentuoso, il bresciano Eugenio Corini, che risulterà il miglior marcatore stagionale con 9 reti.
In Coppa Italia le rondinelle sono state sconfitte in casa nel primo turno eliminatorio dalla Cremonese.

## Divise e sponsor

La squadra con indosso la divisa invernale a tinta unita

Lo sponsor tecnico per la stagione 1989-1990 è Gazelle, mentre lo sponsor ufficiale è Unicef.

## Rosa
| N. |                   | Ruolo | Calciatore           |
| -- | ----------------- | ----- | -------------------- |
|    | Italia (bandiera) | P     | Alessandro Zaninelli |
|    | Italia (bandiera) | P     | Mauro Bacchin        |
|    | Italia (bandiera) | D     | Marco Babini         |
|    | Italia (bandiera) | D     | Edoardo Bortolotti   |
|    | Italia (bandiera) | D     | Luca Luzardi         |
|    | Italia (bandiera) | D     | Mario Manzo          |
|    | Italia (bandiera) | D     | Pietro Mariani       |
|    | Italia (bandiera) | D     | Marco Rossi          |
|    | Italia (bandiera) | D     | Paolo Ziliani        |
|    | Italia (bandiera) | C     | Diego Bortoluzzi     |

| N. |                   | Ruolo | Calciatore           |
| -- | ----------------- | ----- | -------------------- |
|    | Italia (bandiera) | C     | Eugenio Corini       |
|    | Italia (bandiera) | C     | Filippo Masolini     |
|    | Italia (bandiera) | C     | Angelo Pierleoni     |
|    | Italia (bandiera) | C     | Gabriele Savino      |
|    | Italia (bandiera) | C     | Aladino Valoti       |
|    | Italia (bandiera) | C     | Francesco Zanoncelli |
|    | Italia (bandiera) | A     | Alessandro Altobelli |
|    | Italia (bandiera) | A     | Marco Nappi          |
|    | Italia (bandiera) | A     | Silvio Paolucci      |
|    | Italia (bandiera) | A     | Giampietro Piovani   |

## Risultati

### Serie B

#### Girone di andata
| Ancona 27 agosto 1989 1ª giornata | Ancona          | 0 – 0 referto | Brescia | Stadio Dorico (7 897 spett.)\| Arbitro: \| Boggi (Salerno) \| |
| Arbitro:                          | Boggi (Salerno) |               |         |                                                               |

| Brescia 3 settembre 1989 2ª giornata | Brescia             | 0 – 0 referto | Como | Stadio Mario Rigamonti (15 422 spett.)\| Arbitro: \| Bailo (Novi Ligure) \| |
| Arbitro:                             | Bailo (Novi Ligure) |               |      |                                                                             |

| Arbitro: | Beschin (Legnago) |

|               |           |            |
| Altobelli 31’ | Marcatori | 35’ Müller |

| Arbitro: | Dal Forno (Ivrea) |

|  |           |                             |
|  | Marcatori | 39’ Pierleoni 44’ Altobelli |

| Arbitro: | Bruni (Arezzo) |

|           |           |  |
| Nappi 32’ | Marcatori |  |

| Arbitro: | Quartuccio (Torre Annunziata) |

|                |           |  |
| Martorella 76’ | Marcatori |  |

| Arbitro: | Guidi (Bologna) |

|                   |           |                           |
| Corini 22’ (rig.) | Marcatori | 48’ Paolino 64’ Provitali |

| Arbitro: | Ceccarini (Livorno) |

|  |           |            |
|  | Marcatori | 35’ Corini |

| Arbitro: | Sguizzato (Verona) |

|             |           |                                                |
| Luzardi 23’ | Marcatori | 27’, 49’ (rig.) Incocciati 42’, 89’ Piovanelli |

| Parma 29 ottobre 1989 10ª giornata | Parma                | 0 – 0 referto | Brescia | Stadio Ennio Tardini (9 388 spett.)\| Arbitro: \| Trentalange (Torino) \| |
| Arbitro:                           | Trentalange (Torino) |               |         |                                                                           |

| Arbitro: | Piana (Modena) |

|                                 |           |              |
| Corini 39’ (rig.) Altobelli 54’ | Marcatori | 60’ Rambaudi |

| Arbitro: | Monni (Sassari) |

|                            |           |  |
| Catalano 30’ Trombetta 90’ | Marcatori |  |

| Brescia 19 novembre 1989 13ª giornata | Brescia                       | 0 – 0 referto | Monza | Stadio Mario Rigamonti (7 881 spett.)\| Arbitro: \| Quartuccio (Torre Annunziata) \| |
| Arbitro:                              | Quartuccio (Torre Annunziata) |               |       |                                                                                      |

| Arbitro: | Bailo (Novi Ligure) |

|            |           |                       |
| Baiano 89’ | Marcatori | 20’ Corini 88’ Savino |

| Brescia 3 dicembre 1989 15ª giornata | Brescia           | 0 – 0 referto | Catanzaro | Stadio Mario Rigamonti (5 783 spett.)\| Arbitro: \| Arcangeli (Terni) \| |
| Arbitro:                             | Arcangeli (Terni) |               |           |                                                                          |

| Reggio Emilia 10 dicembre 1989 16ª giornata | Reggiana        | 0 – 0 referto | Brescia | Stadio Mirabello (10 596 spett.)\| Arbitro: \| Nicchi (Arezzo) \| |
| Arbitro:                                    | Nicchi (Arezzo) |               |         |                                                                   |

| Arbitro: | Boggi (Salerno) |

|                       |           |  |
| Caneo 15’ Marulla 18’ | Marcatori |  |

| Arbitro: | Merlino (Torre del Greco) |

|                                        |           |  |
| Rossi 54’ Corini 83’, 89’ Paolucci 85’ | Marcatori |  |

| Arbitro: | Cardona (Milano) |

|                        |           |  |
| Pasa 63’ Benarrivo 80’ | Marcatori |  |

#### Girone di ritorno
| Arbitro: | Cafaro (Grosseto) |

|                       |           |                               |
| Corini 69’ 82’ (rig.) | Marcatori | 31’, 48’ Ciocci 40’ Bonometti |

| Como 28 gennaio 1990 21ª giornata | Como         | 0 – 0 referto | Brescia | Stadio Giuseppe Sinigaglia (2 521 spett.)\| Arbitro: \| Iori (Parma) \| |
| Arbitro:                          | Iori (Parma) |               |         |                                                                         |

| Arbitro: | Boemo (Cervignano del Friuli) |

|                               |           |            |
| Policano 65’ (rig.) Skoro 87’ | Marcatori | 67’ Valoti |

| Arbitro: | Stafoggia (Pesaro) |

|            |           |            |
| Corini 77’ | Marcatori | 82’ Protti |

| Licata 18 febbraio 1990 24ª giornata | Licata             | 0 – 0 referto | Brescia | Stadio Dino Liotta (2 778 spett.)\| Arbitro: \| Bizzarri (Ferrara) \| |
| Arbitro:                             | Bizzarri (Ferrara) |               |         |                                                                       |

| Brescia 25 febbraio 1990 25ª giornata | Brescia                       | 0 – 0 referto | Pescara | Stadio Mario Rigamonti (8 760 spett.)\| Arbitro: \| Quartuccio (Torre Annunziata) \| |
| Arbitro:                              | Quartuccio (Torre Annunziata) |               |         |                                                                                      |

| Cagliari 4 marzo 1990 26ª giornata | Cagliari        | 0 – 0 referto | Brescia | Stadio Sant'Elia (23 374 spett.)\| Arbitro: \| Fucci (Salerno) \| |
| Arbitro:                           | Fucci (Salerno) |               |         |                                                                   |

| Arbitro: | Felicani (Bologna) |

|              |           |              |
| Altobelli 8’ | Marcatori | 29’ Paciocco |

| Arbitro: | Boggi (Salerno) |

|                     |           |            |
| Cuoghi 45’ Neri 55’ | Marcatori | 90’ Babini |

| Arbitro: | Bailo (Novi Ligure) |

|  |           |           |
|  | Marcatori | 87’ Monza |

| Arbitro: | Lombardi (La Spezia) |

|                                      |           |              |
| Signori 16’ Meluso 42’ Codispoti 80’ | Marcatori | 59’ Masolini |

| Arbitro: | Bruni (Arezzo) |

|               |           |  |
| Altobelli 71’ | Marcatori |  |

| Monza 22 aprile 1990 32ª giornata | Monza            | 0 – 0 referto | Brescia | Stadio Brianteo (5 035 spett.)\| Arbitro: \| Cardona (Milano) \| |
| Arbitro:                          | Cardona (Milano) |               |         |                                                                  |

| Arbitro: | Piana (Modena) |

|                      |           |             |
| Celestini 12’ (aut.) | Marcatori | 3’ Sorbello |

| Arbitro: | Fucci (Salerno) |

|           |           |                        |
| Mauro 47’ | Marcatori | 18’ Valoti 88’ Mariani |

| Brescia 13 maggio 1990 35ª giornata | Brescia       | 0 – 0 referto | Reggiana | Stadio Mario Rigamonti (8 009 spett.)\| Arbitro: \| Rosica (Roma) \| |
| Arbitro:                            | Rosica (Roma) |               |          |                                                                      |

| Arbitro: | Felicani (Bologna) |

|                        |           |            |
| Piovani 78’ Valoti 84’ | Marcatori | 86’ Nocera |

| Arbitro: | Coppetelli (Tivoli) |

|                |           |            |
| Signorelli 76’ | Marcatori | 24’ Valoti |

| Arbitro: | Lombardi (La Spezia) |

|                    |           |                    |
| Altobelli 69’, 75’ | Marcatori | 30’ (aut.) Luzardi |

### Coppa Italia

#### Primo turno
| Arbitro: | Amendolia (Messina) |

|          |           |                             |
| Nappi 9’ | Marcatori | 24’, 57’ Dezotti 55’ Gualco |

## Statistiche

### Statistiche di squadra
| Competizione | Punti | In casa | In casa | In casa | In casa | In casa | In casa | In trasferta | In trasferta | In trasferta | In trasferta | In trasferta | In trasferta | Totale | Totale | Totale | Totale | Totale | Totale | DR |
| Competizione | Punti | G       | V       | N       | P       | Gf      | Gs      | G            | V            | N            | P            | Gf           | Gs           | G      | V      | N      | P      | Gf     | Gs     | DR |
| ------------ | ----- | ------- | ------- | ------- | ------- | ------- | ------- | ------------ | ------------ | ------------ | ------------ | ------------ | ------------ | ------ | ------ | ------ | ------ | ------ | ------ | -- |
| Serie B      | 37    | 19      | 6       | 9       | 4       | 20      | 17      | 19           | 4            | 8            | 7            | 11           | 17           | 38     | 10     | 17     | 11     | 31     | 34     | -3 |
| Coppa Italia |       | 1       | 0       | 0       | 1       | 1       | 3       | -            | -            | -            | -            | -            | -            | 1      | 0      | 0      | 1      | 1      | 3      | -2 |
| Totale       |       | 20      | 6       | 9       | 5       | 21      | 20      | 19           | 4            | 8            | 7            | 11           | 17           | 39     | 10     | 17     | 12     | 32     | 37     | -5 |

### Statistiche dei giocatori
| Giocatore     | Serie B  | Serie B | Coppa Italia | Coppa Italia | Totale   | Totale |
| Giocatore     | Presenze | Reti    | Presenze     | Reti         | Presenze | Reti   |
| ------------- | -------- | ------- | ------------ | ------------ | -------- | ------ |
| A. Altobelli  | 32       | 7       | 1            | 0            | 33       | 7      |
| M. Babini     | 37       | 1       | -            | -            | 37       | 1      |
| M. Bacchin    | 1        | -1      | 1            | -3           | 2        | -4     |
| E. Bortolotti | 30       | 0       | 1            | 0            | 31       | 0      |
| D. Bortoluzzi | 4        | 0       | -            | -            | 4        | 0      |
| E. Corini     | 34       | 9       | 1            | 0            | 35       | 9      |
| L. Luzardi    | 25       | 1       | 1            | 0            | 26       | 1      |
| M. Manzo      | 18       | 0       | -            | -            | 18       | 0      |
| P. Mariani    | 33       | 1       | 1            | 0            | 34       | 1      |
| F. Masolini   | 24       | 1       | -            | -            | 24       | 1      |
| M. Nappi      | 8        | 1       | 1            | 1            | 9        | 2      |
| S. Paolucci   | 30       | 1       | 1            | 0            | 31       | 1      |
| A. Pierleoni  | 7        | 1       | -            | -            | 7        | 1      |
| G. Piovani    | 31       | 1       | 1            | 0            | 32       | 1      |
| M. Rossi      | 34       | 1       | -            | -            | 34       | 1      |
| G. Savino     | 35       | 1       | 1            | ?            | 36       | 1+     |
| A. Valoti     | 38       | 4       | -            | -            | 38       | 4      |
| A. Zaninelli  | 38       | -33     | -            | -            | 38       | -33    |
| F. Zanoncelli | 18       | 0       | -            | -            | 18       | 0      |
| P. Ziliani    | 13       | 0       | -            | -            | 13       | 0      |